# 18e division d'infanterie (Empire allemand)
Pour les articles homonymes, voir 18e division d'infanterie.
La 18e division d'infanterie est une unité de l'armée allemande qui participe à la guerre franco-allemande de 1870 et à la Première Guerre mondiale. Au déclenchement de ce conflit, elle forme avec la 17e division d'infanterie le 9e corps d'armée rattaché à la 1re armée allemande. La 18e division participe à la bataille de Mons puis à la poursuite des troupes alliées à travers le nord de la France avant de combattre à la bataille de la Marne. Elle occupe ensuite une zone du front dans le secteur de l'Aisne jusqu'en septembre 1915 où la division est engagée dans la bataille de Champagne. En 1916, elle est engagée dans la bataille de la Somme, puis occupe un secteur du front à l'est d'Arras. En 1917, elle combat à la bataille d'Arras puis de Passchendaele avant un bref séjour sur le front de l'est vers Vilnius. En 1918, la 18e division d'infanterie est engagée dans l'offensive Michael ; elle participe ensuite aux combats défensifs de l'été et de l'automne 1918. Après la signature de l'armistice, la division est transférée en Allemagne où elle est dissoute au cours de l'année 1919.

## Guerre franco-allemande de 1870

### Composition
- 35e brigade d'infanterie (de)
  - 25e régiment d'infanterie
  - 84e régiment d'infanterie
- 36e brigade d'infanterie
  - 11e régiment de grenadiers
  - 85e régiment d'infanterie
- 9e bataillon de jägers
- 6e régiment de dragons

### Historique
Lors de la guerre franco-allemande de 1870, la 18e division est engagée dans les batailles de Borny-Colombey, de Saint-Privat, elle prend part également au siège de Metz. Après la bataille de Noisseville, la division participe à la campagne sur la Loire et combat les unités françaises aux batailles d'Orléans, de Beaugency-Cravant et du Mans.

## Première Guerre mondiale

### Composition
Le recrutement de la 18e division d'infanterie est réalisé dans le Schleswig-Holstein avec des hommes d'origine danoise ou prussienne. À partir de 1917, des hommes d'origine polonaise provenant de Silésie, principalement au sein du 31e régiment d'infanterie, sont intégrés dans la division.

#### Temps de paix, début 1914
- 35e brigade d'infanterie (Flensbourg)
  - 84e régiment d'infanterie (de) (Schleswig et Haderslev)
  - 86e régiment de fusiliers (de) (Flensbourg et Sønderborg)
- 36e brigade d'infanterie (Rendsburg)
  - 31e régiment d'infanterie  (Altona)
  - 85e régiment d'infanterie (de) (Rendsburg et Kiel)
- 18e brigade de cavalerie (Altona)
  - 15e régiment de hussards (de) (Wandsbek)
  - 16e régiment de hussards (de) (Schleswig)
- 18e brigade d'artillerie de campagne (Altona)
  - 9e régiment d'artillerie de campagne
  - 45e régiment d'artillerie de campagne

#### Composition à la mobilisation - 1915
- 35e brigade d'infanterie
  - 84e régiment d'infanterie
  - 86e régiment de fusiliers
- 36e brigade d'infanterie
  - 31e régiment d'infanterie
  - 85e régiment d'infanterie
- 18e brigade d'artillerie de campagne
  - 9e régiment d'artillerie de campagne
  - 45e régiment d'artillerie de campagne
- 3e escadron du 16e régiment de dragons
- 2e et 3e compagnies du 9e bataillon de pionniers (bataillon de pionniers du Schleswig-Holstein)

#### 1916
- 36e brigade d'infanterie
  - 31e régiment d'infanterie
  - 85e régiment d'infanterie
  - 86e régiment de fusiliers
- 18e brigade d'artillerie de campagne
  - 9e régiment d'artillerie de campagne
  - 45e régiment d'artillerie de campagne
- 3e escadron du 16e régiment de dragons
- 2e et 3e compagnies du 9e bataillon de pionniers (bataillon de pionniers du Schleswig-Holstein)

#### 1917
- 36e brigade d'infanterie
  - 31e régiment d'infanterie
  - 85e régiment d'infanterie
  - 86e régiment de fusiliers
- 18e commandement d'artillerie divisionnaire
  - 45e régiment d'artillerie de campagne
- 3e escadron du 16e régiment de dragons
- 2e et 3e compagnies du 9e bataillon de pionniers (bataillon de pionniers du Schleswig-Holstein)

#### 1918
- 36e brigade d'infanterie
  - 31e régiment d'infanterie
  - 85e régiment d'infanterie
  - 86e régiment de fusiliers
- 18e commandement d'artillerie divisionnaire
  - 45e régiment d'artillerie de campagne
  - 2e bataillon du 28e régiment d'artillerie à pied, 4e et 5e batteries

### Historique
Au déclenchement du conflit, la 18e division d'infanterie forme avec la 17e division d'infanterie le 9e corps d'armée rattachée à la 1re armée allemande.

#### 1914
- 8 - 10 août : concentration dans la région d'Aix-la-Chapelle.
- 11 - 22 août : entrée en Belgique, premiers combats vers Tirlemont.
- 22 - 23 août : engagée dans la bataille de Mons.
- 24 août - 3 septembre : poursuite des troupes alliées ; combat à Genly, entre en France le 25 août. Le 3 septembre, la Marne est franchie à Château-Thierry.
- 4 - 9 septembre : engagée à partir du 5 septembre dans la bataille de la Marne, (bataille des Deux Morins) ; combat les 6 et 7 septembre vers Esternay et Courgivaux[3].
- 10 septembre - 31 décembre : repli défensif à partir du 10 septembre pour tenir des positions préparées au nord de l'Aisne, engagée dans la bataille de l'Aisne.

#### 1915
- 1er janvier - 10 octobre : mouvement de rocade, occupation d'un secteur le long de l'Aisne.
- mars : le 84e régiment d'infanterie est transféré à la 54e division d'infanterie nouvellement créée[3].
- 3 juin : attaque du 86e régiment de fusiliers sur Quennevières avec de fortes pertes.

- 11 octobre - 3 novembre : engagée dans la bataille de Champagne dans le secteur de Souain.
- 4 novembre 1915 - 15 juin 1916 : occupation de secteur sur le front de Champagne.

#### 1916
- 25 février 1916 : attaque française au sud de Sainte-Marie-à-Py, le 31e régiment d'infanterie subit de fortes pertes[n 1].
- 15 juin - 5 juillet : retrait du front, repos dans la région de Mézières en réserve de l'OHL.
- 5 juillet - 15 septembre : engagée dans la bataille de la Somme, face aux troupes françaises au sud de la Somme.
  - 4 septembre : destruction presque totale de la 4e compagnie du 86e régiment de fusiliers près de Belloy-en-Santerre[3].

- 16 septembre - 13 décembre : mouvement et occupation d'un secteur à l'est d'Arras.
- 14 décembre 1916 - 15 mars 1917 : mouvement et occupation d'un secteur vers Grandcourt.

#### 1917
- 18 février - 4 mars : retrait du front, repos ; puis de retour en ligne vers  Puisieux-Gommecourt[3].
- 15 mars - 5 avril : du 15 au 20 mars combats sur la ligne Sigfried ; puis repos et mise en réserve de l'OHL.
- 6 - 24 avril : engagée dans la bataille d'Arras, combats vers Rœux et Fampoux à partir du 10 avril.
- 24 avril - 8 mai : retrait du front ; repos.
- 8 mai - 27 août : mouvement et occupation d'un secteur au sud d'Arras, puis dans le secteur de Cambrai vers Villers-Plouich, Havrincourt et Marcoing.
- 28 août - 15 octobre : retrait du front, mouvement dans les Flandres dans la région de Torhout, la division est complétée par des hommes du 426e régiment d'infanterie, du 31e régiment de Landwehr et du 3e régiment d'ersatz[2]. Engagée dans la bataille de Passchendaele à partir du 16 septembre.
  - 9 octobre : attaque franco-britannique, fortes pertes pour la 18e division.

- 15 octobre - 21 novembre : retrait du front, transfert par V.F. sur le front de l'est en Russie dans la région de Vilnius au sein du groupe d'armée Eichhorn[2].
- 22 novembre 1917 - 9 février 1918 : retrait du front, mouvement par V.F. sur le front de l'ouest en Alsace dans la région de Mulhouse ; repos et mise en réserve de l'OHL.

#### 1918
- 10 février - 1er mars : mouvement par V.F. par Thionville et Sedan vers Bertry. À partir du 18 février[4], relève de la 107e division d'infanterie dans le secteur de Gonnelieu[2].
- 1er - 17 mars : retrait du front ; instruction à Ligny-en-Cambrésis.
- 17 mars - 6 avril : mouvement par étapes vers Malincourt. À partir du 21 mars, engagée dans l'offensive Michael vers Hargicourt, le 22 mars le chef de corps est tué. Le 26 mars retrait du front.
  - 29 - 30 mars : relève de la 1re division d'infanterie près de Sailly-le-Sec[2], combats avec de fortes pertes[n 2].

- 7 avril - 18 mai : occupation d'un secteur dans la région de l'Ancre, la Somme et l'Avre.
- 19 mai - 21 juillet : retrait du front, mouvement dans la région de Tournai ; reconstitution et repos.
- 21 juillet - 1er août : mouvement par V.F. vers La Fère, repos.
- 1er août - 12 octobre : renforcement de la ligne de front vers Launoy dans la région de Soissons, engagée dans l'offensive des Cent-Jours, repli défensif sur une ligne Froidmont-Cohartille - Eppes.
- 12 - 28 octobre : retrait du front, transport par camions vers Bernoville, relève le 15 octobre de la 22e division de réserve[5].
  - 17 octobre : combats défensifs vers Grougis, puis au-delà du canal de la Sambre à l'Oise[n 3].

- 28 octobre - 11 novembre : retrait du front ; à partir du 4 novembre mouvement vers Hannapes et renforcement de la ligne de front. Combats défensifs, la division est contrainte au repli sur Iron, Le Nouvion-en-Thiérache, Boulogne-sur-Helpe et Étrœungt[5]. Après la signature de l'armistice, la division est transférée en Allemagne où elle est dissoute au cours de l'année 1919.

## Chefs de corps
| Grade                        | Nom                                        | Date                               |
| ---------------------------- | ------------------------------------------ | ---------------------------------- |
| Generalmajor/Generalleutnant | Emil von Schwartzkoppen                    | 30 octobre 1866 - 9 août 1867      |
| Generalleutnant              | Karl von Wrangel                           | 10 août 1867 - 10 juin 1872        |
| Generalleutnant              | Adalbert von Bredow                        | 11 juin 1872 - 1er décembre 1873   |
| Generalleutnant              | Karl von Diringshofen                      | 2 décembre 1873 - 10 décembre 1879 |
| Generalleutnant              | Otto von Lüderitz (de)                     | 11 décembre 1879 - 14 mai 1883     |
| Generalleutnant              | Anton von Massow                           | 15 mai 1883 - 14 avril 1886        |
| Generalleutnant              | Rudolf von Reibnitz                        | 15 avril 1886 - 14 décembre 1888   |
| Generalmajor                 | Julius von Bergmann                        | 15 décembre 1888 - 16 juin 1889    |
| Generalleutnant              | Wilhelm von Scherff (de)                   | 17 juin 1889 - 13 février 1891     |
| Generalleutnant              | Hugo Seyfried (de)                         | 14 février 1891 - 16 mai 1892      |
| Generalleutnant              | Viktor von Alten (de)                      | 17 mai 1892 - 17 avril 1896        |
| Generalleutnant              | Egbert von Frankenberg und Proschlitz (de) | 18 avril 1896 - 24 novembre 1898   |
| Generalleutnant              | Reinhard von Fischer                       | 25 novembre 1898 - 17 mai 1901     |
| Generalleutnant              | Gustav von Kuhlmay                         | 18 mai 1901 - 31 mars 1902         |
| Generalleutnant              | Georg von Oppen                            | 1er avril 1902 - 21 avril 1905     |
| Generalleutnant              | Max von Boehn                              | 22 avril 1905 - 20 décembre 1909   |
| Generalleutnant              | Richard Voigt                              | 21 décembre 1909 - 21 avril 1912   |
| Generalleutnant              | Hinko von Lüttwitz                         | 22 avril 1912 - 31 décembre 1913   |
| Generalleutnant              | Max von Kluge (de)                         | 1er janvier 1914 - 21 juin 1915    |
| Generalleutnant              | Paul Bloch von Blottnitz                   | 22 juin 1915 - 21 mars 1918        |
| Generalmajor                 | Reinhard von Massenbach                    | 22 mars 1918 - 8 février 1919      |